# Maria Terezinha Viegas
Maria Terezinha Viegas (née le 3 octobre 1964) est une ancienne travailleuse agricole du Timor oriental devenue femme politique au sein du Congrès national de reconstruction timoraise. De 2012 à 2017, elle est secrétaire d'État aux Affaires parlementaires. En 2018, elle devient secrétaire du Présidium du Parlement national.

## Biographie
Viegas naît à Laclubar (en) le 3 octobre 1964. Elle obtient un diplôme en agronomie.
Dans les années 1990, elle travaille à Dili et soutient secrètement les révolutionnaires du Timor oriental, leur envoyant des lettres et des fournitures. Elle rencontre le chef rebelle Antonio Joao Gomes da Costa, connu sous le pseudonyme de Mahuno, et ils entretiennent une relation interrompue à son arrestation en avril 1993. Trois ans plus tard, alors qu’il est encore en détention, ils se marient à Dare .
En 1999, son mari a un accident vasculaire cérébral et elle se retire de ses activités révolutionnaires pour s’occuper de lui. En 2001, elle est choisie avec douze autres femmes pour siéger au Conseil national de l'Administration transitoire du Timor oriental.
De 2012 à 2017, elle est secrétaire d'État aux Affaires parlementaires. En 2017, Viegas est déléguée du parlement national à l'assemblée parlementaire de la Communauté des pays de langue portugaise.
Lors des élections législatives est-timoraises de 2018, elle est réélue à son poste puis nommée secrétaire du Présidium du Parlement.
La même année, elle est élue au Comité exécutif de la Fédération de football du Timor oriental.